# タイノッチ
『タイノッチ』は、TBS系列で放送されたバラエティ番組である。製作局のTBSでは、2008年10月14日から2010年3月23日まで、毎週火曜23:59 - 翌0:29（JST）に放送された。レギュラー放送終了後の2024年（令和6年）10月3日の22:00-22:57枠にて『太一・イノッチ・ジュニアのいい歳こいて』（たいち・イノッチ・ジュニアのいいとしこいて）が放送された。こちらでは若者カルチャーを体験する内容であった。

## 内容
出演者4人が、大人げない暇つぶしをする番組。番組開始当初は喫茶店にメンバーが集合し、そこで暇つぶし隊長と暇つぶし隊長の提案した企画を明かし実行していた。2009年頃から収録場所に直接集合させられ、そこでスタッフから内容を明かされることが多くなっている。企画が明かされた後、暇つぶし企画を4人で（またはゲストと一緒に）実践する。

## 出演者
『 』内は番組内での紹介。
- 国分太一（TOKIO） - 『無邪気な笑顔の悪ガキアイドル』
- 井ノ原快彦（V6） - 『子供以上、大人未満の悪ガキアイドル』
- 千原ジュニア（千原兄弟） - 『常識or逸脱、元ジャックナイフ』
- 平岩紙（大人計画） - 『大人計画からの刺客』

## 放送内容

### 2008年
| 話数   | 放送日   | 内容                                                               | 暇つぶし隊長   |
| ------ | -------- | ------------------------------------------------------------------ | -------------- |
| 第01話 | 10月14日 | 初回生放送なのにイノッチを呼んでない!?ドッキリ!!の巻               |                |
| 第02話 | 10月21日 | 「生放送にイノッチを呼んでない!?ドッキリ!」その放送終了後に…!?の巻 |                |
| 第03話 | 10月28日 | カーナビで街にお絵描きで大人げない!?の巻                           | 井ノ原         |
| 第04話 | 11月4日  | カーナビで街にお絵描きで大人げない!?の巻                           | 井ノ原         |
| 第05話 | 11月11日 | このうんちくウソか本当かどっち!?の巻                               | 千原           |
| 第06話 | 11月18日 | 紙ちゃんの事をもっと知ろう!「平岩紙クイズ」の巻                    | 平岩           |
| 第07話 | 11月25日 | 「たい焼きで魚拓って採れるの!?」の巻                               | 国分           |
| 第08話 | 12月2日  | どっちが相田みつを?の巻                                            | 千原           |
| 第09話 | 12月9日  | 「バッティングセンターで野球の試合!?」の巻                         | 国分           |
| 第10話 | 12月16日 | 100万円or罰ゲーム エレベーター企画で勝負!!の巻                     | スタッフと対決 |

- 平岩紙は大人計画の舞台で度々ロケを欠席・早退することがあるが、その際には事前に収録しDVDにて出演している（第6話、第9話）。

### 2009年
| 話数   | 放送日   | 内容                                                            | 暇つぶし隊長               | ゲスト                                                                                 |
| ------ | -------- | --------------------------------------------------------------- | -------------------------- | -------------------------------------------------------------------------------------- |
| 第11話 | 1月6日   | 4人でパーフェクトを出したら100万円!!カルテットボウリングの巻    | スタッフと対決             |                                                                                        |
| 第12話 | 1月13日  | 目指せ!小学生でも出来る問題100問連続正解!パーフェクトクイズ!!   | スタッフと対決             |                                                                                        |
| 第13話 | 1月20日  | このウンチク ウソか本当かどっち!?ウソチク第2弾!!                | 千原                       |                                                                                        |
| 第14話 | 1月27日  | お絵描きオーダー!!の巻                                          | スタッフと対決             |                                                                                        |
| 第15話 | 2月3日   | ウソのことわざウソワザを見破れ!の巻                             | 千原                       |                                                                                        |
| 第16話 | 2月10日  | バッティングセンターで野球の試合第二弾の巻                      |                            |                                                                                        |
| 第17話 | 2月17日  | 番組プロデュース「謎のお食事会」!?                              | スタッフと対決             |                                                                                        |
| 第18話 | 2月24日  | カラオケの得点でビンゴを完成できるのか!?                        |                            |                                                                                        |
| 第18話 | 2月24日  | タイノッチの4人で「東京フレンドパークII」出演決定!              |                            |                                                                                        |
| 第19話 | 3月3日   | カラオケの得点でビンゴを完成できるのか!?後半戦                  |                            |                                                                                        |
| 第19話 | 3月3日   | 「東京フレンドパークII」に出演してタイノッチをPRせよ!!          |                            |                                                                                        |
| 第20話 | 3月10日  | 「東京フレンドパークII」で人文字を完成させよう!!                | スタッフと対決             |                                                                                        |
| 第21話 | 3月17日  | ドリブルしながらショッピング!?                                  | スタッフと対決             |                                                                                        |
| 第22話 | 4月7日   | バッティングセンターで野球の試合 第3弾!!                        |                            | （セイジッチ） 千原せいじ 有吉弘行 ノッチ 青島あきな                                   |
| 第23話 | 4月14日  | バッティングセンターで野球の試合 第3弾!!                        |                            | （セイジッチ） 千原せいじ 有吉弘行 ノッチ 青島あきな                                   |
| 第24話 | 4月21日  | 「ミスしたら即脱落!プチチャレンジ100」の巻                      | スタッフと対決             |                                                                                        |
| 第25話 | 4月28日  | どっちが相田みつを? 第2弾                                       | 千原                       |                                                                                        |
| 第26話 | 5月5日   | 平岩紙杯争奪! 男らしい王決定戦!!                                | 平岩                       |                                                                                        |
| 第27話 | 5月12日  | 平岩紙杯争奪! 男らしい王決定戦!!                                | 平岩                       |                                                                                        |
| 第28話 | 5月19日  | 別々に料理をオーダーして全員一致を目指せ!!                      | スタッフと対決             |                                                                                        |
| 第29話 | 5月26日  | タイノッチVSセイジッチ カルテットボウリング対決!!               |                            | （セイジッチ） 千原せいじ 有吉弘行 ノッチ 青島あきな                                   |
| 第30話 | 6月2日   | タイノッチVSセイジッチ カルテットボウリング対決!!               |                            | （セイジッチ） 千原せいじ 有吉弘行 ノッチ 青島あきな                                   |
| 第31話 | 6月9日   | 第一回 自腹王決定戦                                             | 総集編                     |                                                                                        |
| 第32話 | 6月16日  | 平岩紙杯争奪! 男らしい王決定戦II                                | 平岩                       |                                                                                        |
| 第33話 | 6月23日  | 息の長いタレントを目指せ!「子供にモテる王」                     |                            |                                                                                        |
| 第34話 | 6月30日  | 千原ジュニア男前伝説!                                           |                            | （後輩芸人の皆さん） Bコース タケト カリカ 林 どりあんず 堤 山本吉貴 ちゅ〜りっぷ 網本 |
| 第35話 | 7月7日   | 千原ジュニア男前伝説!                                           |                            | （後輩芸人の皆さん） Bコース タケト カリカ 林 どりあんず 堤 山本吉貴 ちゅ〜りっぷ 網本 |
| 第36話 | 7月14日  | 「男らしい王」第3弾! 真のワル決定戦!!                           | 平岩                       | バッドボーイズ                                                                         |
| 第37話 | 7月21日  | 「男らしい王」第3弾! 真のワル決定戦!!                           | 平岩                       | バッドボーイズ                                                                         |
| 第38話 | 7月28日  | タイノッチスペシャル 100問クリアで100万円「かんたんスタジアム」 | スタッフと対決             |                                                                                        |
| 第39話 | 8月25日  | 別々に料理をオーダーして全員一致を目指せ!!                      | スタッフと対決             |                                                                                        |
| 第40話 | 9月1日   | ドリブルしながら商品を取れればプレゼント!                       | スタッフと対決             |                                                                                        |
| 第41話 | 9月8日   | 90年代ヒット曲 リリース日を10回連続さかのぼれ!                  | スタッフと対決             |                                                                                        |
| 第42話 | 9月15日  | オセロのコマがお酒!!「ほろ酔いオセロ」                          | 国分・千原 対 井ノ原・平岩 |                                                                                        |
| 第43話 | 9月22日  | 「本の目利き」を学ぶ! 3万円で価値のある本をどれだけ選べるか!?   |                            |                                                                                        |
| 第話   | 11月3日  | 目指せ極上グルメ! パーフェクトオーダー in サービスエリア!!      | 番組                       |                                                                                        |
| 第話   | 11月17日 | パーフェクトヒット番付                                          | 番組                       |                                                                                        |
| 第話   | 12月8日  | 恥に打ち勝て!おひとりお子様ランチ!!                             | 番組                       |                                                                                        |
| 第話   | 12月15日 | パーフェクトウィンターソング                                    | 番組                       |                                                                                        |

### 2010年
| 話数   | 放送日  | 内容                                             | 暇つぶし隊長 | ゲスト |
| ------ | ------- | ------------------------------------------------ | ------------ | ------ |
| 第話   | 1月12日 | 4人で合わせ10!!                                  | 番組         |        |
| 第話   | 1月19日 | 至福のピンポイントグルメ「とっておき」           | 番組         |        |
| 第62話 | 3月9日  | やり残してた!ドライブでパンダの体をお絵描き      | 番組         |        |
| 第63話 | 3月16日 | やり残してた!ドライブでパンダの体をお絵描き 後編 | 番組         | -      |

- 第11話、第12話は第10話の企画「パーフェクトエレベーター」でメンバーが手にした賞金を巡り、番組とメンバーとの賞金を賭けた対決。2話とも番組冒頭に番組スタッフによる紙芝居が始まり、その後対決という流れになっていた（内容は両話とも賞金を出したせいでスタッフが貧乏になってしまったというもの）。第14話では、「第12話の対決に負けたメンバーがスタッフに不満（番組内では不満などは放送されていない）があるが、スタッフの情けで対決を認めるという内容」の紙芝居の後、対決が行われた。
- 終了まで千原ジュニアが提案した企画、シリーズ（うそちく等）はすべて他メンバーとの対決形式になっており、負けた方がそのお店の飲食代を支払う形式、若しくは罰ゲームとなっている。ジュニア以外のメンバー（国分･井ノ原･平岩）が負けた場合、四人分の飲食代を三人で分担して払うが、ジュニアが負けた場合には一人で四人分支払っている。
- 第16話、第26話、第27話、第32話は平岩のみ事前収録のDVD出演。
- メンバー4人が出演した『関口宏の東京フレンドパークII』は、2009年3月9日に放送された。
- 第22話、第23話は、第9話および、第16話の対戦方法であった「バッティング（国分・井ノ原・ジュニア）対サイコロ（平岩）」と異なり、「タイノッチチーム対ゲストチーム」によるバッティング対決（平岩および、女性ゲストはチアガールに扮して応援）が行われた。また平岩は「バッティングセンター企画」では初となる、他のメンバーとの同時収録を行った（過去2回は事前収録によるDVDでの出演）。なお当番組にゲストが登場したのは、第22話が初めてである。
- 第36話の「男らしい王」企画で初めて平岩が他のメンバーと同時収録で出演した（過去2回は事前収録によるDVDでの出演）。
- 第24話から番組オープニングが喫茶店で行われなくなった。（番組本編で特に触れられていないが、オープニングのナレーションでは喫茶店の説明がなくなっている。）
- 第33話は平岩は舞台出演の為欠席。
- 第38話は1時間のスペシャル番組として放送された（一部ネット局ではこの回の放送をカットした[注釈 3]
- 第38話の内容をもとにした番組「大緊張バトルゲーム かんたんスタジアム」が2009年10月14日の21:40-23:18に全国放送された。200問クリアすれば賞金100万円。ゲストは磯野貴理、オードリー、宮迫博之、小倉優子、沢村一樹。
- 番組中期から終了までは番組側が課題を出し、成功すれば賞金（若しくは賞品）が、失敗した場合には何も無いか、メンバー全員自腹という企画がほとんどだった。
- ここでの「ピンポイントグルメ」とは、ショートケーキについてくるフィルムについたクリーム、カステラの紙についた生地等を指している。

## ネット局
| 放送対象地域   | 放送局                    | 系列    | 放送日時                           | 備考       |
| -------------- | ------------------------- | ------- | ---------------------------------- | ---------- |
| 関東広域圏     | TBSテレビ（TBS）          | TBS系列 | 火曜 23時59分 - 翌0時29分          | 制作局     |
| 山形県         | テレビユー山形（TUY）     | TBS系列 | 火曜 23時59分 - 翌0時29分          | 同時ネット |
| 福島県         | テレビユー福島（TUF）     | TBS系列 | 火曜 23時59分 - 翌0時29分          | 同時ネット |
| 長野県         | 信越放送（SBC）           | TBS系列 | 火曜 23時59分 - 翌0時29分          | 同時ネット |
| 静岡県         | 静岡放送（SBS）           | TBS系列 | 火曜 23時59分 - 翌0時29分          | 同時ネット |
| 富山県         | チューリップテレビ（TUT） | TBS系列 | 火曜 23時59分 - 翌0時29分          | 同時ネット |
| 石川県         | 北陸放送（MRO）           | TBS系列 | 火曜 23時59分 - 翌0時29分          | 同時ネット |
| 中京広域圏     | 中部日本放送（CBC）       | TBS系列 | 火曜 23時59分 - 翌0時29分          | 同時ネット |
| 岡山県・香川県 | 山陽放送（RSK）           | TBS系列 | 火曜 23時59分 - 翌0時29分          | 同時ネット |
| 大分県         | 大分放送（OBS）           | TBS系列 | 火曜 23時59分 - 翌0時29分          | 同時ネット |
| 長崎県         | 長崎放送（NBC）           | TBS系列 | 月曜 23時55分 - 翌0時25分          | 6日遅れ    |
| 新潟県         | 新潟放送（BSN）           | TBS系列 | 木曜 0時29分 - 0時59分（水曜深夜） | 8日遅れ    |
| 北海道         | 北海道放送（HBC）         | TBS系列 | 金曜 0時26分 - 0時56分（木曜深夜） | 9日遅れ    |
| 宮城県         | 東北放送（TBC）           | TBS系列 | 木曜 23時59分 - 翌0時29分          | 9日遅れ    |
| 愛媛県         | あいテレビ（ITV）         | TBS系列 | 月曜 23時59分 - 翌0時29分          | 13日遅れ   |
| 青森県         | 青森テレビ（ATV）         | TBS系列 | 火曜 0時30分 - 1時00分（月曜深夜） | 13日遅れ   |
| 山梨県         | テレビ山梨（UTY）         | TBS系列 | 水曜 0時35分 - 1時05分（火曜深夜） | 14日遅れ   |
| 宮崎県         | 宮崎放送（MRT）           | TBS系列 | 水曜 0時54分 - 1時24分（火曜深夜） | 14日遅れ   |
| 山口県         | テレビ山口（tys）         | TBS系列 | 水曜 0時55分 - 1時25分（火曜深夜） | 14日遅れ   |
| 福岡県         | RKB毎日放送（RKB）        | TBS系列 | 木曜 0時29分 - 0時59分（水曜深夜） | 15日遅れ   |

- 中国放送、南日本放送、毎日放送は2009年3月で打ち切り。
- 2009年4月の改編時に、同時ネットから遅れネットになった局（あいテレビなど）や、逆に遅れネットから同時ネットになった局（中部日本放送）がある。
- 東北放送は2009年12月までは0:29 - 0:59までの放送

## スタッフ
- 構成：都築浩、中野俊成、本松エリ、長谷川大雲、むらまつこうすけ
- ナレーション：根岸朗
- TM：金澤健一
- TD：竹内弘佳
- カメラ：樋地秀雄
- VE：白波考大
- 照明：安藤雄郎
- 音声：藤田勝己
- ヘアメイク：アートメイク・トキ
- スタイリスト：九、渡辺浩司、明石恵美子
- CG：APACHE LTD
- 音効：古川直樹 (タルス)
- TK：木下渚
- 編成：田村恵里
- 番宣：小林恵美子
- 技術協力：八峯テレビ、アンサーズ
- 協力：ジャニーズ事務所
- AP：和田敬子
- デスク：佐藤みき
- ディレクター：保阪彰史、太田実、流郷敏隆、近藤貴浩
- 演出：掛水伸一
- プロデューサー：西川永哲、山地孝英
- チーフプロデューサー：合田隆信
- 制作協力：G-yama
- 制作：TBSテレビ
- 製作著作：TBS